# Lithocarpus henryi
Lithocarpus henryi är en bokväxtart som först beskrevs av Karl Otto von Seemen, och fick sitt nu gällande namn av Alfred Rehder och Ernest Henry Wilson. Lithocarpus henryi ingår i släktet Lithocarpus och familjen bokväxter. Inga underarter finns listade.